# Kábul (provincie)
Provincie Kábul (persky ولایت کابل‎, paštunsky د کابل ولایت‎) je provincie nacházející se na východě Afghánistánu. Hlavním městem je Kábul.

## Historie
První osídlení zde bylo už před 3 000 lety. Kábul byl centrem zoroastrizmu a později také buddhismu. V 7. století dobyli Kábul Arabové. V roce 1002 pak také Mahmúd z Ghazny. V roce 1700 Ahmad Šáh Durrání připojil Kábul ke své říši. V průběhu 19. století byla provincie několikrát obsazena Brity. V roce 1979 obsadily provincii sovětská vojska. V roce 1996 obsadil provincii i hlavní město Tálibán. V roce 2001 byl Kábul obsazen americkou armádou.